# Robert Schuloff
Robert Philipp Schuloff (* 25. März 1883 in Wien; † 12. September 1935 ebenda) war ein österreichischer Chemiker.

## Leben und Wirken
Robert Schuloff wurde am 25. März 1883 als Sohn des Advokaten und Fachschriftstellers Theodor Schuloff (1844–1915) und dessen Ehefrau Eugenie (geborene Bing; 1857/58–1935) in Wien geboren. Er war anfangs römisch-katholischen und später evangelischen Glaubens. Zu seinen Geschwistern zählen der Hof- und Gerichtsadvokat Heinrich Schuloff, die Schwestern Marianne, Dora und Lili sowie die Brüder Robert, Walter und Eugen. Nach Absolvierung der allgemeinen Schulausbildung, darunter des Akademischen Gymnasiums Wien, das er von 1893 bis 1901 besuchte, studierte Schuloff von 1901 bis 1903 Chemie und Physik an der Universität Wien. Das Sommersemester 1903 verbrachte er an der Universität Innsbruck und 1903/04 studierte er an der Universität Genf, ehe er wieder nach Wien zurückkehrte und seine Studien abschloss. Am 21. November 1907 promovierte er zum Dr. phil. Seine Dissertation trug den Titel Über einige Derivate des Brasilins und Hämatoxylins. Danach war er kurz als Assistent bei Paul Friedlaender tätig und arbeitete danach von 1909 bis 1914, teilweise auch während des Ersten Weltkriegs, bei den Farbwerken Meister, Lucius & Brüning (spätere Farbwerke Hoechst) in Höchst am Main (heute ein Stadtteil von Frankfurt). Um 1915 trat er als Kriegsfreiwilliger in den Militärdienst ein und hatte um das Jahr 1916 den Rang eines Fähnrichs. Um das Jahr 1917 schien er als Mitglied des Sappeurbataillons Nr. 2 auf und wurde zum Leutnant der Reserve befördert. 1918 war er in Zürich beschäftigt, kehrte dann wieder nach Wien zurück und ging von hier 1919 wieder nach Höchst.
Hier entdeckte er im Jahre 1920, als er im Farbstoff-Untersuchungslaboratorium sowie als Mitarbeiter des Fototechnikers Ernst König im wissenschaftlichen Zentrallabor arbeitete, den Sensibilisator Pinaflavol, der von den Farbwerken Hoechst im Jahr 1921 zum Patent angemeldet wurde. In rascher Aufeinanderfolge hatte Schuloff eine Reihe von photodynamisch sehr wirksamen Farbstoffen dieser Gruppe dargestellt, unter denen das Pinaflavol, der erste spezifische Grünsensibilisator, eine Lücke in der Reihe der Sensibilisatoren ausfüllte. Zur ersten Patentanmeldung auf Schuloffs Namen kam es aufgrund der ungeklärten patentrechtlichen Lage Deutschlands gegenüber den ehemaligen Feindländern, insbesondere in den angelsächsischen Staaten, erst im Jahre 1922, nachdem die ursprüngliche Patentanmeldung aus dem Jahr 1921 aufgrund der erwähnten patentrechtlichen Probleme zurückgezogen worden war. Während seiner Tätigkeit in Höchst, wo er bis 1922 bleiben sollte, entdeckte Schuloff noch eine Reihe weiterer Farbsensibilisatoren und -desensibilisatoren (wie etwa das Pinakryptolgelb).
Ende 1923 wechselte er zur Konkurrenz und wurde Leiter des organisch-chemischen Laboratoriums der Aktiengesellschaft des Österreichischen Vereins für Chemische und Metallurgische Produktion in Aussig, bei der einst bereits sein Vater im Verwaltungsrat saß. Hier beschäftigte er sich mit der Entwicklung von technologischen Methoden zur Erzeugung von Anthrachinonfarbstoffen, deren Produktion jedoch nicht aufgenommen wurde. Als sich der Nationalitätenkonflikt im Laufe der Zeit verschärfte, kehrte Schuloff Anfang 1927 wieder nach Österreich zurück und war hier als Privatgelehrter oder wissenschaftlicher Berater tätig. Als solcher war er weiterhin für den Österreichischen Verein für Chemische und Metallurgische Produktion tätig, wirkte aber auch als Erfinder. Zu dieser Zeit lebte er wieder in Wien, wo er unter anderem auch an der Bundeslehr- und Versuchsanstalt für chemische Industrie forschte. Im Laufe seines Wirkens lieferte er wesentliche Beiträge zur Entwicklung der besonders für die Fotografie bedeutsamen Chemie der Farbstoffe. Außerdem verfasste er zahlreiche Beiträge in der Fachliteratur und brachte mit Chemiker-Kollegen Fachbücher und andere Publikationen heraus.
Am 12. September 1935 beging Schuloff im Alter von 52 Jahren in seiner Heimatstadt Selbstmord. Ein halbes Jahr zuvor war seine Mutter am 24. Februar 1935 im 78. Lebensjahr verstorben.

## Werke (Auswahl)
- 1906: Über einige Derivate des Brasilins und Hämatoxylins (Dissertation)
- 1922: Über Sensibilisatoren und Desensibilisatoren (gemeinsam mit Ernst König), In: Photographische Korrespondenz 59
- 1928: Bemerkungen zur Arbeit von W. König „Über ein vereinfachtes Verfahren zur Gewinnung substituierter μ-Methyl-benzthiazole und deren Umwandlung in neue Heterocyclo-Polymethinfarbstoffe“ (gemeinsam mit Rudolf Pollak und Eugen Riesz), In: Berichte der Deutschen Chemischen Gesellschaft 61
- 1929: Ein Beitrag zur Kenntnis des Einflusses der Acylierungs-Komponente auf die Chlorierung des Basen-Restes von Arylsulfonsäure-Aryliden (gemeinsam mit Rudolf Pollak und Eugen Riesz), In: Berichte der Deutschen Chemischen Gesellschaft 62
- 1932: Über zwei neue Verfahren zur Herstellung von Choranil … (gemeinsam mit Rudolf Pollak), In: Chemiker-Zeitung 56
- 1932: Die Chemie der Farben-Sensibilisatoren und Desensibilisatoren (gemeinsam mit Georg Sachs), In: Sensibilisierung und Desensibilisierung (= Ausführliches Handbuch der Photographie, hrsg. von Josef Maria Eder, 3/3), 4. Auflage